# Patriarch Ewtimowo
Patriarch Ewtimowo (bułg. Патриарх Евтимово) – wieś w Bułgarii, w obwodzie Płowdiw, w gminie Asenowgrad. Według danych szacunkowych Ujednoliconego Systemu Ewidencji Ludności oraz Usług Administracyjnych dla Ludności, 15 czerwca 2020 roku miejscowość liczyła 477 mieszkańców.

## Osoby związane z miejscowością

### Urodzeni
- Stojan Dżansyzow (1842–1914) – bułgarski tłumacz, dziennikarz
- Iwan Fidanczew (1927–1995) – bułgarski kontradmirał